# Список лауреатов премии имени Салавата Юлаева
Государственная премия Республики Башкортостан имени Салавата Юлаева (баш. Башҡортостан Республикаһының Салауат Юлаев исемендәге дәүләт премияһы) — премия, названная в честь башкирского национального героя Салавата Юлаева. Ранее существовала как Премия Башкирской АССР имени Салавата Юлаева (баш. Башҡорт АССР‑ының Салауат Юлаев исемендәге дәүләт премияһы).

## Список лауреатов
| Год  | Лауреат                                                                   | Основание для награждения | П      |
| ---- | ------------------------------------------------------------------------- | --- | ------ |
| 1967 | Файзи Гаскаров                                                            | за либретто и постановку танцев «Северные амуры», «Весенний поток», «Казаночки», хореографической композиции «В гостях у друзей», посвящённой борющемуся Вьетнаму | [ 1 ]  |
| 1967 | Хадия Давлетшина                                                          | за роман «Иргиз» | [ 2 ]  |
| 1967 | Загир Исмагилов                                                           | за сборник «Новые песни» | [ 3 ]  |
| 1967 | Мустай Карим                                                              | за «Избранные произведения» (том I) | [ 4 ]  |
| 1968 | Хусаин Ахметов                                                            | за цикл песен для голоса и фортепьяно: «Мой Урал» (слова Баязита Бикбая), «Для моего народа» (слова Ш. Бабича), «Песня о Ленине» (слова автора), «Знамя партии» (слова Гайнана Амири) для двух солистов, хора и оркестра, «Сюиту» для струнного оркестра, арфы, гобоя и ударных инструментов в четырёх частях | [ 5 ]  |
| 1968 | Зайнаб Биишева                                                            | за романы «Униженные» и «Пробуждение» | [ 6 ]  |
| 1969 | Рашит Нурмухаметов                                                        | за серию картин «Жертвы шариата», «Легенда о батыре», «Заслуженный врач РСФСР и БАССР В. А. Гизатуллин», «На просторах Урала», «Доярка Рыскулова», «Портрет М. Якупова», «Чабан» | [ 7 ]  |
| 1969 | Магафур Хисматуллин                                                       | за концертно-исполнительскую деятельность | [ 8 ]  |
| 1970 | Баязит Бикбай                                                             | за «Избранные произведения» (том I) | [ 9 ]  |
| 1970 | Фарит Исангулов                                                           | за роман «Арыш башагы» («Колос ржи») | [ 10 ] |
| 1971 | Гата Сулейманов                                                           | за исполнительское мастерство и активную пропаганду национального музыкального инструмента курая среди трудящихся | [ 11 ] |
| 1972 | Ким Ахмедьянов                                                            | за книгу «Теория литературы», изданную в 1971 году Башкирским книжным издательством | [ 12 ] |
| 1972 | Назар Наджми                                                              | за сборник стихов «Снега идут», изданный в 1971 году Башкнигоиздатом | [ 13 ] |
| 1972 | Нариман Сабитов                                                           | за балет «Страна Айгуль», исполненный в 1970 году; за сборник песен и романсов «Пусть звенят песни», изданный в 1971 году | [ 14 ] |
| 1973 | Мухамед Арсланов                                                          | за декорации к операм З. Исмагилова «Волны Агидели» и М. Тулебаева «Биржан и Сара» | [ 15 ] |
| 1973 | Хаким Гиляжев                                                             | за «Избранные произведения» (том I), изданный в 1972 году | [ 16 ] |
| 1974 | Анвер Бикчентаев                                                          | за романы «Лебеди остаются на Урале», «Я не сулю тебе рая», изданные в 1973 году издательством «Советский писатель», повесть «Прощайте, серебристые дожди», изданную в 1973 году издательством ЦК ВЛКСМ «Молодая гвардия»                                                                                     | [ 17 ] |
| 1974 | Ишмулла Дильмухаметов                                                     | за концертно-исполнительскую деятельность в 1973 году и высокое мастерство в музыкально-хореографической композиции «Родной Урал» в 1974 году | [ 18 ] |
| 1974 | Рашида Туйсина                                                            | за концертно-исполнительскую деятельность в 1973 году и высокое мастерство в музыкально-хореографической композиции «Родной Урал» в 1974 году | [ 18 ] |
| 1975 | Сагит Агиш                                                                | за том I («Рассказы») «Избранных произведений», изданный в 1974 году Башкнигоиздатом | [ 19 ] |
| 1975 | Александр Тюлькин                                                         | за картины «На родине Нестерова», «Седой Урал», «Уральские рассказы», «Огни большой химии», «Дом Салавата» и серию башкирских пейзажей | [ 20 ] |
| 1976 | Асхат Мирзагитов                                                          | за спектакль «Матери ждут сыновей» в Башкирском ордена Трудового Красного знамени академическом театре драмы им. М. Гафури | [ 21 ] |
| 1976 | Рифкат Исрафилов                                                          | за спектакль «Матери ждут сыновей» в Башкирском ордена Трудового Красного знамени академическом театре драмы им. М. Гафури | [ 21 ] |
| 1976 | Зайтуна Бикбулатова                                                       | за спектакль «Матери ждут сыновей» в Башкирском ордена Трудового Красного знамени академическом театре драмы им. М. Гафури | [ 21 ] |
| 1976 | Гюлли Мубарякова                                                          | за спектакль «Матери ждут сыновей» в Башкирском ордена Трудового Красного знамени академическом театре драмы им. М. Гафури | [ 21 ] |
| 1976 | Рамиль Хакимов                                                            | за книгу «На семи дорогах» (издательство «Советская Россия», 1975) | [ 22 ] |
| 1977 | Борис Домашников                                                          | за серию картин «К Ленину», «Красная площадь», «В память отца», «Август в Башкирии», «Уральский сказ», «Вновь весна» | [ 23 ] |
| 1977 | Фирдаус Нафикова                                                          | за исполнение ролей Кармен в «Кармен-сюите» Бизе-Щедрина; Ампары-невесты в «Испанских миниатюрах» в Башкирском государственном театре оперы и балета | [ 24 ] |
| 1978 | Лев Кузнецов                                                              | за скульптурную композицию памятника героям Октябрьской революции и гражданской войны в г. Уфе | [ 25 ] |
| 1978 | Рашит Султангареев                                                        | за сборник повестей и рассказов «Тёплый дождь» (Башкнигоиздат, 1976, издательство «Современник», 1976) и повесть «Дорогой нефтяников» (Башкнигоиздат, 1977) | [ 26 ] |
| 1979 | Муса Гали                                                                 | за книги стихов «Звезда надежды» (Башкнигоиздат, 1977) и «Липы цветут» («Детская литература», 1978) | [ 27 ] |
| 1979 | Лев Кербель                                                               | за скульптурную фигуру Мажита Гафури | [ 28 ] |
| 1979 | Лев Хихлуха                                                               | за скульптурную фигуру Мажита Гафури | [ 28 ] |
| 1980 | Габдулла Гилязев                                                          | за художественное руководство и оформление концерта для участников торжественного заседания Башкирского обкома КПСС и Верховного Совета республики и IV республиканского праздника песни, музыки и танца, посвящённых 60-летию образования Башкирской АССР                                                    | [ 29 ] |
| 1980 | Владимир Плекунов                                                         | за художественное руководство и оформление концерта для участников торжественного заседания Башкирского обкома КПСС и Верховного Совета республики и IV республиканского праздника песни, музыки и танца, посвящённых 60-летию образования Башкирской АССР                                                    | [ 29 ] |
| 1980 | Гайса Хусаинов                                                            | за книгу «Эпоха. Литература. Писатель» (Башкнигоиздат, 1978) | [ 30 ] |
| 1981 | Нурия Ирсаева                                                             | за исполнение ролей в спектакле «И судьба не судьба» | [ 31 ] |
| 1981 | Тансулпан Бабичева                                                        | за исполнение ролей в спектакле «И судьба не судьба» | [ 31 ] |
| 1981 | Загир Валитов                                                             | за исполнение ролей в спектакле «И судьба не судьба» | [ 31 ] |
| 1981 | Олег Ханов                                                                | за исполнение ролей в спектакле «И судьба не судьба» | [ 31 ] |
| 1981 | Фидан Гафаров                                                             | за исполнение ролей в спектакле «И судьба не судьба» | [ 31 ] |
| 1981 | Василий Журавлёв                                                          | за постановку фильма «Всадник на золотом коне» («Мосфильм») | [ 32 ] |
| 1982 | Ахмат Лутфуллин                                                           | за картины «Проводы на фронт», «Золотая свадьба», «Сабантуй», «Чаепитие» и серию портретов | [ 33 ] |
| 1982 | Гилемдар Рамазанов                                                        | за книги «Мажит Гафури» (издательство «Советская Россия», 1980) и «Многоцветье» (издательство «Современник», 1980) | [ 34 ] |
| 1983 | Нажиб Асанбаев                                                            | за постановку спектакля «Красный паша» в Башкирском ордена Трудового Красного Знамени академическом театре имени М. Гафури | [ 35 ] |
| 1983 | Ахтям Абушахманов                                                         | за постановку спектакля «Красный паша» в Башкирском ордена Трудового Красного Знамени академическом театре имени М. Гафури | [ 35 ] |
| 1983 | Лек Валиев                                                                | за постановку спектакля «Красный паша» в Башкирском ордена Трудового Красного Знамени академическом театре имени М. Гафури | [ 35 ] |
| 1983 | Гали Ибрагимов                                                            | за роман «Кинзя» (книга первая), Уфа, 1977 г. на башкирском и 1982 г. — русском языках | [ 36 ] |
| 1984 | Венера Рахимова                                                           | за создание образа Мальчика в спектакле «Белый пароход» по повести Ч. Айтматова, Галимы в спектакле «Галима» по повести «Черноликие» М. Гафури, Буратино в спектакле «Приключения Буратино» по сказке А. Толстого в Башкирском театре кукол                                                                   | [ 37 ] |
| 1984 | Ахияр Хакимов                                                             | за романы «Куштиряк» и «Кожаная шкатулка» («Лихие времена»), изданные Башкнигоиздатом в 1982 году и издательством «Советский писатель» в 1984 году | [ 38 ] |
| 1985 | Сайфи Кудаш                                                               | за книгу «Стихи и поэмы» (Башкнигоиздат, 1984) | [ 39 ] |
| 1985 | Флюра Кильдиярова                                                         | за исполнение и пропаганду народных песен | [ 40 ] |
| 1985 | Ильис Ямалетдинов                                                         | за создание художественных изделий народно-прикладного искусства в Башкирском ордена Дружбы народов художественном объединении «Агидель» | [ 41 ] |
| 1986 | Александр Бурзянцев                                                       | за серию живописных работ «Праздник», «Ледоход», «Зилаир», «Зима на Урале», «На полянах Башкирии», созданных в 1984—1985 годах | [ 42 ] |
| 1986 | Гузель Газизова                                                           | за исполнение воздушного номера «Гимнасты на кольцах» | [ 43 ] |
| 1986 | Юнир Газизов                                                              | за исполнение воздушного номера «Гимнасты на кольцах» | [ 43 ] |
| 1987 | Ахнаф Харисов                                                             | коллективу авторов, внёсших наибольший вклад в составление свода «Башкирское народное творчество» в 18 томах, изданного Башкирским книжным издательством в 1972—1986 годах | [ 44 ] |
| 1987 | Нур Зарипов                                                               | коллективу авторов, внёсших наибольший вклад в составление свода «Башкирское народное творчество» в 18 томах, изданного Башкирским книжным издательством в 1972—1986 годах | [ 44 ] |
| 1987 | Лев Бараг                                                                 | коллективу авторов, внёсших наибольший вклад в составление свода «Башкирское народное творчество» в 18 томах, изданного Башкирским книжным издательством в 1972—1986 годах | [ 44 ] |
| 1987 | Фануза Надршина                                                           | коллективу авторов, внёсших наибольший вклад в составление свода «Башкирское народное творчество» в 18 томах, изданного Башкирским книжным издательством в 1972—1986 годах | [ 44 ] |
| 1987 | Мухтар Сагитов                                                            | коллективу авторов, внёсших наибольший вклад в составление свода «Башкирское народное творчество» в 18 томах, изданного Башкирским книжным издательством в 1972—1986 годах | [ 44 ] |
| 1987 | Ахмет Сулейманов                                                          | коллективу авторов, внёсших наибольший вклад в составление свода «Башкирское народное творчество» в 18 томах, изданного Башкирским книжным издательством в 1972—1986 годах | [ 44 ] |
| 1987 | Юрий Узиков                                                               | за серию книг по историко-революционной тематике, изданных Башкирским книжным издательством в 1980—1986 годах | [ 45 ] |
| 1988 | Рами Гарипов                                                              | за поэтические произведения, изданные в последние годы | [ 46 ] |
| 1988 | Радик Зарипов                                                             | за концертно-исполнительскую деятельность в 1986—1987 годах | [ 47 ] |
| 1988 | Леонора Куватова                                                          | за концертно-исполнительскую деятельность в 1986—1987 годах | [ 47 ] |
| 1989 | Равиль Бикбаев                                                            | за книгу стихов «Судьба моя», выпущенную Башкнигоиздатом в 1988 году, и поэму «Жажду, дайте воды!», опубликованную в журнале «Агидель», № 7 в 1988 году | [ 48 ] |
| 1989 | Арслан Мубаряков                                                          | за выдающиеся заслуги в развитии башкирского советского театрального искусства | [ 49 ] |
| 1989 | Адия Ситдикова                                                            | за произведения, созданные в 1988 году и экспонированные на выставке «Художники Башкирии» в г. Москве | [ 50 ] |
| 1990 | Башкирский государственный ансамбль народного танца имени Ф. А. Гаскарова | за большой вклад в развитие и пропаганду башкирского профессионального хореографического искусства и высокое исполнительское мастерство | [ 51 ] |
| 1990 | Рауф Муртазин                                                             | за большой вклад в развитие башкирской симфонической музыки | [ 52 ] |
| 1990 | Булат Рафиков                                                             | за роман «Карахакал», выпущенный Башкнигоиздатом в 1989 году | [ 53 ] |
| 1991 | Миндияхмет Гайнитдинов                                                    | за большой вклад в развитие и пропаганду башкирского национального искусства и высокое исполнительское мастерство | [ 54 ] |
| 1991 | Абдулхак Игебаев                                                          | за книгу стихов «Невысказанные слова», выпущенную Башкнигоиздатом в 1990 году | [ 55 ] |
| 1991 | Нугуман Мусин                                                             | за роман «Белый олень на Синь-горе», выпущенный издательством «Советский писатель» в 1990 году, и книгу «Разговор по душам», выпущенную Башкнигоиздатом в 1990 году | [ 56 ] |
| 1991 | Тамара Нечаева                                                            | за создание скульптуры Салавата Юлаева, установленной в г. Палдиски Эстонской ССР в 1989 году | [ 57 ] |
| 1992 | Салават Аскаров                                                           | за высокое исполнительское мастерство и большой вклад в пропаганду классического и национального музыкального искусства | [ 58 ] |
| 1992 | Габдулла Султанов                                                         | за выдающееся исполнительское мастерство и большой вклад в пропаганду народного песенного творчества | [ 59 ] |
| 1992 | Газим Шафиков                                                             | за книгу «И совесть, и жертвы эпохи», выпущенную Башкнигоиздатом в 1991 году | [ 60 ] |
| 1992 | Александр Клемент                                                         | за проектирование и строительство здания музея Салавата Юлаева в с. Малояз Салаватского района | [ 61 ] |
| 1992 | Ханиф Хабибрахманов                                                       | за проектирование и строительство здания музея Салавата Юлаева в с. Малояз Салаватского района | [ 61 ] |
| 1992 | Михаил Старцев                                                            | за проектирование и строительство здания музея Салавата Юлаева в с. Малояз Салаватского района | [ 61 ] |
| 1993 | Динис Буляков                                                             | за роман «И жизнь одна», опубликованный в журнале «Агидель» в № 6, 7, 8 за 1992 год | [ 62 ] |
| 1993 | Роберт Загретдинов                                                        | за высокое исполнительское мастерство и большой вклад в пропаганду варганной музыки | [ 63 ] |
| 1993 | Владимир Пустарнаков                                                      | за триптих «1942-й год» и серию пейзажей | [ 64 ] |
| 1994 | Флорид Буляков                                                            | за постановку и яркое художественное решение спектакля «Забытая молитва» в Театральном объединении города Стерлитамака | [ 65 ] |
| 1994 | Гульдар Ильясова                                                          | за постановку и яркое художественное решение спектакля «Забытая молитва» в Театральном объединении города Стерлитамака | [ 65 ] |
| 1994 | Ирина Филиппова                                                           | за постановку и яркое художественное решение спектакля «Забытая молитва» в Театральном объединении города Стерлитамака | [ 65 ] |
| 1994 | Яныбай Хамматов                                                           | за пенталогию «Золото собирается крупицами», «Акман-токман», «Грозовое лето», «Юргашты», «Жёлтый камень», изданную Башкирским книжным издательством «Китап» в 1981—1993 годах | [ 66 ] |
| 1994 | Фаниль Баишев                                                             | за художественный перевод и издание на башкирском языке «Коран-Карима» | [ 67 ] |
| 1994 | Дан Кинельский                                                            | за художественный перевод и издание на башкирском языке «Коран-Карима» | [ 67 ] |
| 1994 | Давлеткирей Магадеев                                                      | за художественный перевод и издание на башкирском языке «Коран-Карима» | [ 67 ] |
| 1994 | Нурмухамет Суяргулов                                                      | за художественный перевод и издание на башкирском языке «Коран-Карима» | [ 67 ] |
| 1994 | Насифа Кадырова                                                           | за высокую концертно-исполнительскую деятельность последних двух лет | [ 68 ] |
| 1995 | Риф Габитов                                                               | за постановку танцев «Медный каблук», «Песнь табунщика», «Башкирский краковяк» и высокое исполнительское мастерство | [ 69 ] |
| 1995 | Рашит Зайнетдинов                                                         | за серию картин «Предание», «Душа земли», «Кумыс», созданных в 1994—1995 годах | [ 70 ] |
| 1995 | Георгий Калитов                                                           | за серию картин «Предание», «Душа земли», «Кумыс», созданных в 1994—1995 годах | [ 70 ] |
| 1995 | Факия Тугузбаева                                                          | за книгу стихов и поэм «Даю тебе своё благословение», изданную Башкирским издательством «Китап» в 1994 году | [ 71 ] |
| 1996 | Ибрагим Абдуллин                                                          | за книгу «Солнце всё не заходит», изданную Башкирским издательством «Китап» в 1995 году | [ 72 ] |
| 1996 | Кадим Аралбаев                                                            | за книгу стихов «Письмена духов», изданную Башкирским издательством «Китап» в 1995 году | [ 73 ] |
| 1997 | Роберт Баимов                                                             | за роман «Пёстрый кречет», изданный Башкирским издательством «Китап» в 1996 году | [ 74 ] |
| 1997 | Камиль Губайдуллин                                                        | за полиптих «Земля Юрматы», созданный в 1995—1997 годах | [ 75 ] |
| 1997 | Рафаэль Кадыров                                                           | за полиптих «Земля Юрматы», созданный в 1995—1997 годах | [ 75 ] |
| 1997 | Гали Хамзин                                                               | за высокое исполнительское мастерство и большой вклад в развитие музыкального искусства Республики Башкортостан | [ 76 ] |
| 1998 | Идрис Газиев                                                              | за концертные программы 1997—1998 годов и высокое исполнительское мастерство | [ 77 ] |
| 1998 | Вакиль Давлятшин                                                          | автору проекта мечети «Лэлэ-Тюльпан» в г. Уфе | [ 77 ] |
| 1998 | Тимер Юсупов                                                              | за книгу «Поспели ягодки», изданную Башкирским издательством «Китап» в 1998 году | [ 77 ] |
| 2000 | Азат Аиткулов                                                             | за концертную деятельность последних лет и высокое исполнительское мастерство | [ 78 ] |
| 2000 | Сергей Голдобин                                                           | за создание проекта реконструкции торгово-делового комплекса «Гостиный дворъ» в г. Уфе | [ 78 ] |
| 2000 | Светлана Голдобина                                                        | за создание проекта реконструкции торгово-делового комплекса «Гостиный дворъ» в г. Уфе | [ 78 ] |
| 2000 | Андрей Давыденко                                                          | за создание проекта реконструкции торгово-делового комплекса «Гостиный дворъ» в г. Уфе | [ 78 ] |
| 2000 | Хасан Назар                                                               | за книгу стихов «Вознесение в небеса», изданную Башкирским издательством «Китап» в 2000 году | [ 78 ] |
| 2002 | Юлай Гайнетдинов                                                          | за цикл передач «Хазина» в области возрождения и пропаганды фольклора Башкортостана и России | [ 79 ] |
| 2002 | Хурматулла Утяшев                                                         | за высокое актёрское мастерство при исполнении ролей Шаймуратова в трагедии «…Шаймуратов-генерал» по пьесе Ф. М. Булякова, Темуджина в притче «Последнее море Чингисхана» Н. Д. Абдыкадырова, Сынтимера в трагедии «Нэркес» И. Х. Юмагулова, Труабаля в комедии «Мою жену зовут Морис» Раффи Шарта            | [ 79 ] |
| 2004 | Рашит Назар                                                               | за поэтическую книгу «Стихи. I том», изданную Башкирским издательством «Китап» в 2002 году | [ 80 ] |
| 2004 | Рафаил Касимов                                                            | за симфонию № 6 «Мир и война Салавата Юлаева сына» | [ 80 ] |
| 2004 | Файзрахман Исмагилов                                                      | за цикл картин «Сказание о Салавате» и цикл картин, посвящённых Отечественной войне 1812—1814 годов | [ 80 ] |
| 2004 | Илдар Гаянов                                                              | за цикл картин «Сказание о Салавате» и цикл картин, посвящённых Отечественной войне 1812—1814 годов | [ 80 ] |
| 2006 | Амир Абдразаков                                                           | за создание документального фильма «Несломленный дух» | [ 81 ] |
| 2006 | Тансулпан Гарипова                                                        | за роман-эпопею «Бөйрәкәй» («Бурёнушка») | [ 81 ] |
| 2008 | Ирек Киньябулатов                                                         | за книгу «Замана тауышы» («Голос времён») | [ 82 ] |
| 2008 | Гузель Сулейманова                                                        | за большой вклад в развитие балетного искусства республики, высокое мастерство в исполнении главных ролей Одетты-Одилии в «Лебедином озере», Джульетты в «Ромео и Джульетте», Йондоз в «Аркаиме», Марии в «Бахчисарайском фонтане»                                                                            | [ 82 ] |
| 2008 | Киокадзу Араи                                                             | за проектирование многофункционального здания «Конгресс-холл Республики Башкортостан» | [ 82 ] |
| 2008 | Альфред Готман                                                            | за проектирование многофункционального здания «Конгресс-холл Республики Башкортостан» | [ 82 ] |
| 2008 | Марат Каранаев                                                            | за проектирование многофункционального здания «Конгресс-холл Республики Башкортостан» | [ 82 ] |
| 2008 | Ришат Муллагильдин                                                        | за проектирование многофункционального здания «Конгресс-холл Республики Башкортостан» | [ 82 ] |
| 2010 | Ринат Камал                                                               | за книгу «Әлфирә» («Альфира») | [ 83 ] |
| 2010 | Рустэм Сабитов                                                            | за музыку к балету «Прометей» по трагедии М. Карима «Не бросай огонь, Прометей!» | [ 83 ] |
| 2010 | Рамиль Кильмаматов                                                        | за плодотворную выставочную деятельность и авторские книги-фотоальбомы «Башкортостан в сердце моём», «Башкортостан — мой отчий дом» | [ 83 ] |
| 2012 | Салават Хамидуллин                                                        | за телевизионный проект «Историческая среда» | [ 84 ] |
| 2012 | Камиль Зиганшин                                                           | за книгу «Золото Алдана» | [ 84 ] |
| 2012 | Рашит Шакур                                                               | за книгу «Ыласындар оса бейектә» («Соколы летают высоко») | [ 84 ] |
| 2014 | Нур Даутов                                                                | за концерт «Бейеу көйө» («Плясовая») и «Ҡыҙҙар бейеүе» («Девичий танец») для оркестра башкирских народных инструментов | [ 85 ] |
| 2014 | Галим Хисамов                                                             | за романы «Өн һәм һан» («Звук и число») и «Аҡтамыр» («Белокорень») | [ 85 ] |
| 2016 | Айрат Терегулов                                                           | за серию иллюстраций к башкирскому эпосу «Акбузат», опубликованных в книгах «Акбузат: башкирский эпос» и «Akbuzat: A Bashkirian Epic» | [ 86 ] |
| 2016 | Гульсина Мавлюкасова                                                      | за вклад в развитие и популяризацию театрально-сценического искусства, обогащение и приумножение лучших традиций балетной школы и проявленное высокое исполнительское мастерство | [ 86 ] |
| 2016 | Ильдар Маняпов                                                            | за вклад в развитие и популяризацию театрально-сценического искусства, обогащение и приумножение лучших традиций балетной школы и проявленное высокое исполнительское мастерство | [ 86 ] |
| 2018 | Салават Абузаров                                                          | за книгу стихов и поэм «Ғәмәл дәфтәре» («Книга деяний») | [ 87 ] |
| 2018 | Лейла Исмагилова                                                          | за балет «Аркаим» | [ 87 ] |
| 2018 | Андрей Петров                                                             | за балет «Аркаим» | [ 87 ] |
| 2018 | Рифхат Арсланов                                                           | за творческий проект «Салауат Күпере» в области изобразительного искусства | [ 87 ] |
| 2020 | Булат Юсупов Гульсясяк Саламатова                                         | за полнометражный художественный фильм «Первая республика» («Беренсе Республика») | [ 88 ] |
| 2020 | Айрат Абушахманов                                                         | за спектакли «Зулейха открывает глаза» по роману Гузель Яхиной и «Черноликие» по повести Мажита Гафури | [ 88 ] |
| 2020 | Хатип Фазылов                                                             | за цикл художественных произведений «Родина — традиции и духовность» | [ 88 ] |
| 2022 | Рустам Алибаев                                                            | за проект строительства здания и создания экспозиции историко-культурного музейного комплекса «Шульган-Таш» в Бурзянском районе | [ 89 ] |
| 2022 | Ильфат Актуганов                                                          | за проект строительства здания и создания экспозиции историко-культурного музейного комплекса «Шульган-Таш» в Бурзянском районе | [ 89 ] |
| 2022 | Гульфия Тажитдинова                                                       | за проект строительства здания и создания экспозиции историко-культурного музейного комплекса «Шульган-Таш» в Бурзянском районе | [ 89 ] |
| 2022 | Артур Назиуллин                                                           | за проект «Золотые страницы наследия Загира Исмагилова» | [ 89 ] |
| 2022 | Дмитрий Крюков                                                            | за проект «Золотые страницы наследия Загира Исмагилова» | [ 89 ] |
| 2022 | Зугра Буракаева                                                           | за спектакль «Потомки Салавата не отступят» | [ 89 ] |
| 2022 | Артур Кабиров                                                             | за спектакль «Потомки Салавата не отступят» | [ 89 ] |
| 2022 | Раис Низаметдинов                                                         | за спектакль «Потомки Салавата не отступят» | [ 89 ] |